# 印尼裔澳大利亞人

印尼裔澳大利亞人在悉尼各區佔整體人口的比例

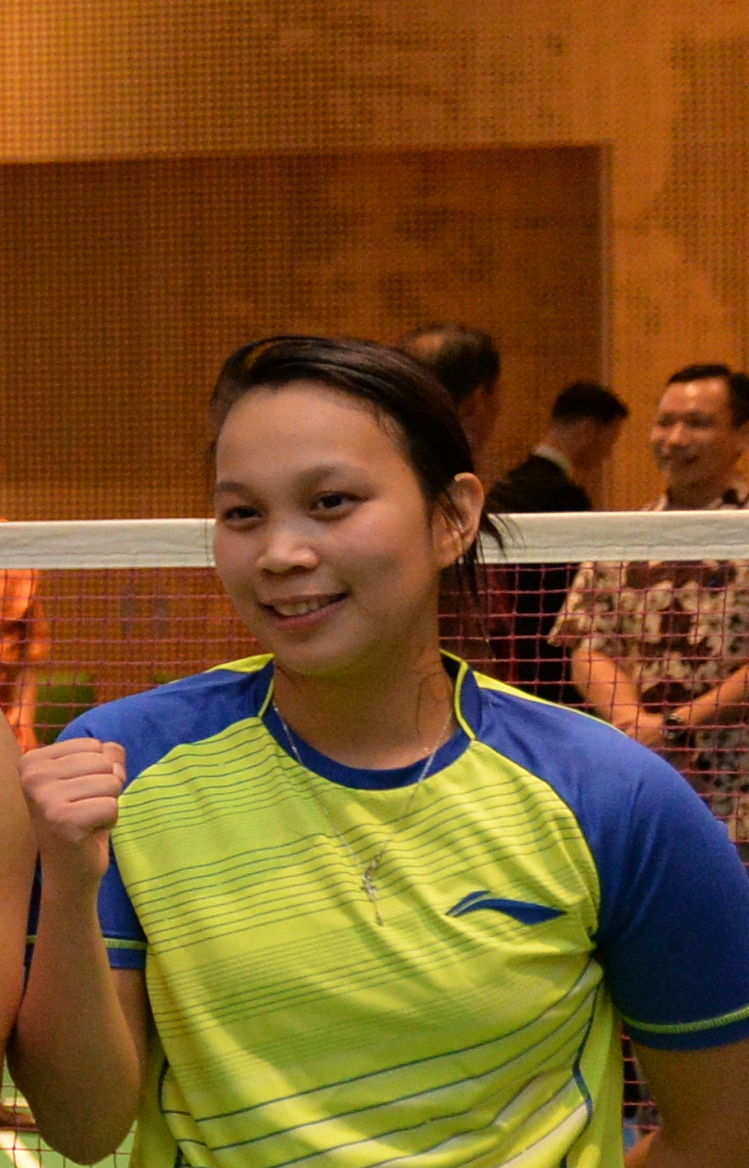
代表澳大利亞出戰2020年夏季奥林匹克運動會的印尼裔羽毛球手塞特亚纳·玛帕萨

印尼裔澳大利亞人，是指有澳洲公民櫂的印尼人。在2011年澳洲人口普查有50000印尼人有澳洲公民權，而在2010年人口普查73,500個印尼移民居留在澳洲。

## 移民歷史
早在1750年代，蘇拉威西的望加錫人海員已經前往澳洲西北海岸，花四個月至一年採集海參。在19世紀來自古邦的採珠人和來自爪哇島的甘蔗種植工人在昆士蘭州工作;荷蘭殖民當局估計，他們已經有1000人。但是澳大利亞聯邦因實行白澳政策的移民限制法，多數人返回印尼。在1942年日本入侵印尼後，數千印尼人在澳大利亞避難，不過沒準確數字。在戰爭結束後，3,768人在澳洲提供船隻下返回印尼。
在20世紀50年代，有些印尼人以前荷蘭殖民地公民身份繞過白澳政策前往澳洲定居。在90年代末，大量印尼華人因印尼黑色五月事件和蘇哈托倒台引起的混亂前往澳洲定居。

## 宗教
伊斯蘭教是印尼的主導宗教，因此印尼裔澳大利亞人多數信仰伊斯蘭教。在2006年澳大利亞人口調查，僅8656人被確定為穆斯林。他們缺乏自己的清真寺，而是一般參加由其他民族成員建立的清真寺的禮拜。相比之下，超過一半的印尼裔澳大利亞人是基督徒，包括天主教和各種新教教派。

## 伸延閱讀
Coté, Joost; Westerbeek, Loes (2005), Recalling the Indies: Colonial Culture and Postcolonial Identities, Askant Academic Publishers, ISBN 978-90-5260-119-9